# Ким Гукхян (прыгунья в воду)
Ким Гукхян (кор. 김국향; род. 4 апреля 1999, Пхеньян) — северокорейская прыгунья в воду, чемпионка мира.

## Спортивная карьера
В 2015 году Ким Гукхян выиграла золотую медаль на чемпионате мира, тем самым став первой в истории КНДР чемпионкой мира по прыжкам в воду. В 2017 году на чемпионате мира в Будапеште стала вице-чемпионкой в синхронных прыжкам с 10 метровой вышки.